# Welterbe in Osttimor

Osttimor hat die Welterbekonvention am 31. Oktober 2016 ratifiziert, in Kraft getreten ist sie am 1. Februar 2017. Mit Stand 2020 hat das Land aber noch keine Tentativliste mit Vorschlägen bei der UNESCO eingereicht und somit auch keine Kandidaten für das UNESCO-Welterbe nominiert.

## Mögliche Kandidaten

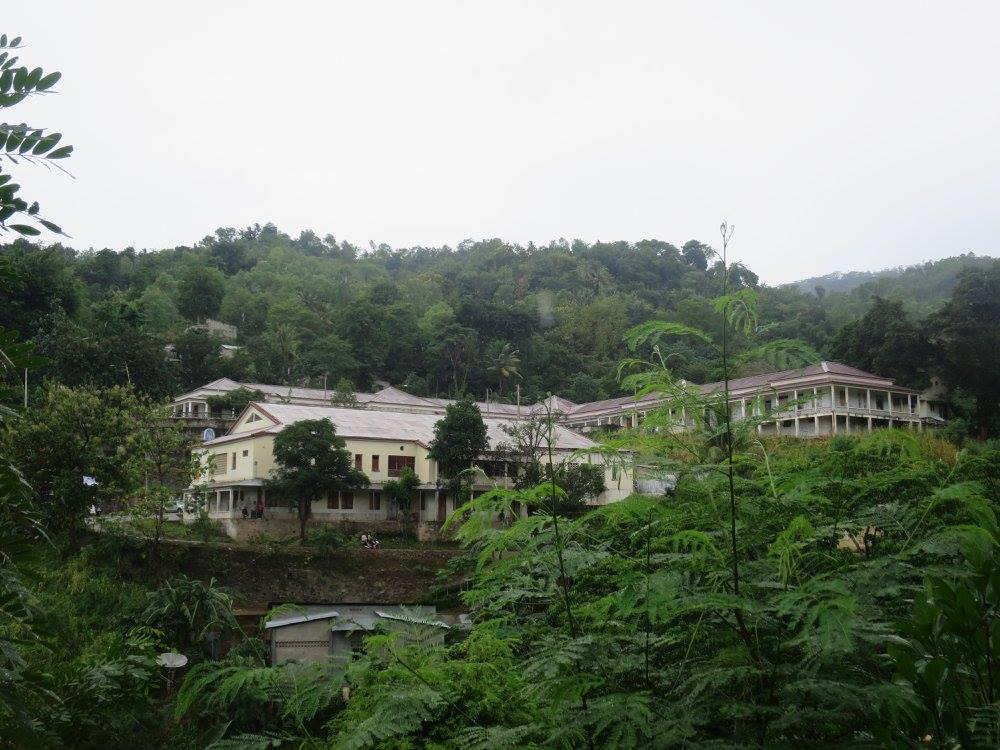
Krankenhaus von Lahane (2017)

- Von der UNESCO wurde der historische Gebäudekomplex des Krankenhauses von Lahane als möglicher Kandidat für die Auszeichnung als Weltkulturerbe eingestuft.[3]
- Im Rahmen des Netherlands Funds-in-Trust diente ein Programm des Förderungszeitraums 2013–2016 dem Schutz und der Förderung der Felskunst im Distrikt Lautém als potenzieller Welterbestätte.[4] Dabei handelt es sich um vermutlich mehrere tausend Jahre alte Höhlenmalereien in der Nähe der Ortschaft Lautém und bei Ile Kére Kére und Lene Hara an der Ostspitze Osttimors in der Nähe der Ortschaft Tutuala.